# Arthur Rudolph
Pour les articles homonymes, voir Rudolph.
Arthur Rudolph (9 novembre 1906-1er janvier 1996) est un ingénieur allemand. Ancien nazi, il fut recruté après-guerre par les États-Unis, travaillant à la NASA jusqu'à ce que son passé soit publiquement révélé en 1984.

## Biographie

### Avant-guerre, cadre nazi
Membre du NSDAP dès 1931, il est aussi membre de la SA. Il travaille sous la direction de von Braun pour mettre au point la fusée V-2. Pendant la guerre, il fut directeur des opérations à l'usine de Mittelwerk au camp de concentration Dora-Mittelbau, centre de la conception des V-2, où il se signale par sa cruauté.

### Après-guerre, recruté par les Alliés
À la Libération, le rapport de sécurité des Alliés le décrit comme : « 100 % nazi, type dangereux, menace de sécurité ». Cependant, il travaille pour les Britanniques de juillet à octobre 1945 dans le cadre de l'opération Backfire. Ensuite, il est recruté, avec von Braun, par la JIOA, organisme du département de la Défense, dans le cadre de l'opération Paperclip. Son dossier est alors modifié par la JIOA en y remplaçant les informations incriminantes par « rien dans l'état actuel n'indique qu'il est un criminel de guerre ou un nazi ». Il travaille ainsi à White Sands Missile Range puis, à partir de janvier 1947, à l'Ordnance Research and Development Division. Ayant été exfiltré aux États-Unis, on lui demande, en avril 1949, de se rendre au Mexique et de revenir légalement afin d'obtenir un visa ; par la suite, il est naturalisé américain en novembre 1954.
En 1950, il est directeur du projet PGM-11 Redstone, puis manager du projet sur les missiles MGM-31 Pershing. En 1961, il est transféré à la NASA, travaillant à nouveau sous les ordres de von Braun. Rudolph se distingue notamment en concevant la fusée lunaire Saturn V utilisée pour le programme Apollo, et reçoit la récompense la plus élevée de la NASA : la NASA Distinguished Service Medal.

### Les années 1980
En septembre 1982, l'Office of Special Investigations (en),  créé dans le sillage de l'affaire Klaus Barbie pour enquêter sur la présence éventuelle de criminels de guerre nazis aux États-Unis, lui envoie une lettre en vue d'un entretien. Lorsqu'une enquête sur son passé advient en 1984, il abandonne sa nationalité américaine et quitte les États-Unis pour rentrer en Allemagne, après un accord passé avec les autorités qui préservaient la nationalité américaine de sa femme et de sa fille et maintenaient ses droits à la sécurité sociale. Après une enquête des autorités allemandes, qui ne trouve rien justifiant une inculpation, on lui accorde la nationalité allemande en 1987. Il fait ensuite un procès contre les autorités américaines afin de tenter de recouvrir sa nationalité, mais sera débouté en 1993.